# Brolle
 Der er for få eller ingen kildehenvisninger i denne artikel, hvilket er et problem. Du kan hjælpe ved at angive troværdige kilder til de påstande, som fremføres i artiklen.

Brolle er et næsten glemt kortspil. Der anvendes et sæt almindelig spil kort uden jokere. Deltagerantallet er noget så pudsigt som 5 personer.
Kortgiveren, der eventuelt kan findes ved lodtrækning til første spil, deler et kort ud af gangen med uret rundt, indtil alle har 5 kort på hånden, og således at han selv får det sidst omdelte.
Kort nummer 26 lægges midt på bordet med billedsiden opad (stakken). Kortfarven her afgør, hvad der er trumf. De resterende 26 kort lægges i en bunke ved siden af med bagsiden opad (bunken).
Turen forløber med uret rundt om bordet, startende med spilleren til venstre for kortgiveren. Spilleren i tur trækker et kort fra bunken. Der må ikke tages fra stakken.
Vedkommende vælger så et kort fra sin hånd og lægger ned foran sig med billedsiden opad. Derefter vælger spilleren et andet kort, som lægges i stakken med billedsiden opad.
Dermed er turen overstået. Når alle 5 spillere har været i tur 5 gange, har hver især 5 kort liggende foran sig, og stakken er vokset til 26 kort, mens der kun er 1 kort tilbage i bunken.
Opgaven med at dele kort ud går med uret rundt fra spil til spil. Der spilles i alt 4 runder á 5 spil. I første runde er spilleren, der sidder to pladser længere fremme, ens makker.
Men bemærk, at dennes makker ikke er én selv. I anden runde er det spilleren 4 pladser længere fremme, i 3. runde spilleren 1 plads længere fremme, og endelig i sidste runde spilleren 3 pladser længere fremme.
Når et spil er til ende, skal der tælles score. Det gøres ved, at man lægger sine egne 5 kort sammen med ens makkers 5 kort.
Kun kort i trumffarven, samt en anden kortfarve, som man selv bestemmer ved spillets ende, skal tælles med. Man kan ikke udelade nogen af kortene i de 2 kortfarver.
Det gælder om at tælle til 19. Kan man ramme dette tal, giver det 5 point. Kan man tælle til 18 eller 20, får man 4 point, 17 eller 21 giver 3 point, osv.
Kan man på ingen måde tælle til en score mellem 14½ og 23½, får man nul point i det spil.
Kortene fra es til 10 tæller for deres pålydende værdi (esser = 1). Billedkortene (knægt, dame og konge) tæller for minus 1 i trumffarven og nul i de øvrige kortfarver.
Spillet kræver en del hovedregning mod spillenes slutning; hvor man også skal holde øje med, hvad ens makker går efter.
En afgørende fordel kan ligeledes opnås ved at holde nøje øje med hvilke kort, der bliver smidt i stakken.